# Episodi di You (terza stagione)
La terza stagione della serie televisiva You, composta da dieci episodi, è stata interamente pubblicata sul servizio di streaming on demand Netflix il 15 ottobre 2021.
Il cast principale di questa stagione è composto da: Penn Badgley, Victoria Pedretti, Saffron Burrows, Tati Gabrielle, Shalita Grant, Travis Van Winkle, Dylan Arnold.
| nº | Titolo originale                  | Titolo italiano                          | Pubblicazione   |
| -- | --------------------------------- | ---------------------------------------- | --------------- |
| 1  | And They Lived Happily Ever After | E vissero felici e contenti              | 15 ottobre 2021 |
| 2  | So I Married An Axe Murderer      | Così ho sposato un'assassina con l'ascia | 15 ottobre 2021 |
| 3  | Missing White Woman Syndrome      | Sindrome da donna bianca scomparsa       | 15 ottobre 2021 |
| 4  | Hands Across Madre Linda          | Catena umana a Madre Linda               | 15 ottobre 2021 |
| 5  | Into the Woods                    | Nel bosco                                | 15 ottobre 2021 |
| 6  | W.O.M.B.                          | W.O.M.B.                                 | 15 ottobre 2021 |
| 7  | We're All Mad Here                | Qui siamo tutti matti                    | 15 ottobre 2021 |
| 8  | Swing and a Miss                  | Scambi mancati                           | 15 ottobre 2021 |
| 9  | Red Flag                          | Bandierina rossa                         | 15 ottobre 2021 |
| 10 | What Is Love?                     | What Is Love?                            | 15 ottobre 2021 |

## E vissero felici e contenti
- Titolo originale: And They Lived Happily Ever After
- Diretto da: Silver Tree
- Scritto da: Sera Gamble e Mairin Reed

### Trama
Joe e Love vivono a Madre Linda crescendo il loro bambino. Natalie, la vicina di casa, inizia a flirtare con Joe e scatta un bacio, ma il protagonista si ferma prima che possa succedere altro. Love capisce che Joe è ossessionato dalla vicina e lo affronta per chiarire la situazione. A fine episodio Love chiama Natalie per visionare il locale di cui le aveva parlato al fine di aprire una pasticceria e nella cella frigorifera approfitta per ucciderla con un'ascia.
- Guest star: Michaela McManus (Natalie Engler), Ben Mehl (Dante Ferguson), Christopher O'Shea (Andrew), Bryan Safi (Jackson), Mackenzie Astin (Gil Brigham), Christopher Sean (Brandon), Shannon Chan-Kent (Kiki), Jack Fisher (Joe bambino), Mauricio Lara (Paulie) e Scott Speedman (Matthew Engler).

## Così ho sposato un'assassina con l'ascia
- Titolo originale: So I Married An Axe Murderer
- Diretto da: Silver Tree
- Scritto da: Niel Reynolds e Kelli Breslin

### Trama
Joe si sbarazza del corpo di Natalie e successivamente insieme a Love si recano a fare terapia di coppia. Ad una festa Joe e Love scoprono che tutti indossano un anello prodotto dal marito di Natalie che monitora i battiti vitali ed inoltre è dotato di GPS. Si precipitano nel punto dove è stato sotterrato il cadavere per recuperare l'anello e spostare il corpo. La terapia aiuta Joe e Love che ritrovano la serenità perduta. Love viene avvicinata al supermercato da un ragazzo che flirta con lei; in un secondo momento scoprirà che è il figliastro di Natalie, il figlio che il marito della ragazza ha avuto da un precedente matrimonio.
- Guest star: Michaela McManus (Natalie Engler), Christopher O'Shea (Andrew), Bryan Safi (Jackson), Mackenzie Astin (Gil Brigham), Christopher Sean (Brandon), Shannon Chan-Kent (Kiki), Ayelet Zurer (dottoressa Chandra) e Scott Speedman (Matthew Engler).

## Sindrome da donna bianca scomparsa
- Titolo originale: Missing White Woman Syndrome
- Diretto da: John Scott
- Scritto da: Kara Lee Corthron e Justin W. Lo

### Trama
La notizia della scomparsa di Natalie si diffonde in tutto il quartiere e la polizia parte con le indagini iniziando ad interrogare il vicinato. Joe e Love riferiscono di non conoscerli bene in quanto trasferiti da pochi mesi con il figlio. Successivamente però gli agenti chiedono a Joe come mai Natalie gli aveva passato un pacco di pannolini e preservativi nel parcheggio di un supermercato, mostrandogli le foto delle telecamere di sicurezza. Joe riesce a mantenere la calma ed inventarsi una storia a sua giustificazione così da spostare via l'attenzione su di lui. Il bambino di Joe e Love, Henry, viene ricoverato in ospedale per morbillo. Anche Joe scopre di averlo poco prima di piazzare una prova (sciarpa sporca di sangue) nella tenuta del marito di Natalie per incastrarlo. Sviene, però, nel retro del giardino di casa e viene trovato da marito di Natalie, Matthew, che gli chiede spiegazioni. Joe riesce a cavarsela anche questa volta e decide di non volerlo più incastrare in quanto è una brava persona. Suggerisce a Matthew di parlare con la stampa prima che lo credano colpevole. 
A fine episodio Gil, un vicino di casa, si presenta in pasticceria poco prima della chiusura, e fa presente a Love che entrambe le sue figlie hanno preso il morbillo e che probabilmente sono state loro ad attaccarlo a Henry. Si scusa anche da parte della moglie perché non hanno avuto il coraggio di dirglielo quando li ha chiamati per informarli, lasciando intendere che nella loro famiglia non credono nei vaccini e quindi le figlie non erano state immunizzate. Quando se ne sta per andare, Love prende un matterello e lo colpisce alla testa.
- Guest star: Ben Mehl (Dante Ferguson), Christopher O'Shea (Andrew), Bryan Safi (Jackson), Mackenzie Astin (Gil Brigham), Shannon Chan-Kent (Kiki), Jack Fisher (Joe bambino), Romy Rosemont (detective Ruthie Falco), Georgia Leva (detective Acacia Kim), Scott Michael Foster (Ryan Goodwin), Kim Shaw (infermiera Fiona), Terryn Westbrook (Margaret Brigham), Mercedes Colon () e Scott Speedman (Matthew Engler).

## Catena umana a Madre Linda
- Titolo originale: Hands Across Madre Linda
- Diretto da: John Scott
- Scritto da: Hillary Benefiel e Michael Foley

### Trama
Love rinchiude Gil nella stanza di lievitazione posta nei sotterranei della pasticceria. Joe prova a parlare con Gil per capire se può liberarlo ma comprende che sta mentendo e che andrà a denunciarli alla polizia. Joe e Love riescono a trovare un segreto relativo al figlio di Gil per il quale sicuramente il padre non vorrà mai far uscire allo scoperto. Love partecipa alle ricerche organizzate per trovare Natalie e lega sempre più con il figlio di Matthew. Tra i due scatta anche un bacio. Poco prima di essere liberato Gil si impicca nella stanza di lievitazione. A questo punto Love ha un piano ovvero incastrare Gil per l'omicidio di Natalie. Joe si occupa di sistemare il corpo in casa di Gil lasciando una lettera di addio alla moglie con la quale confessava la relazione con Natalie, mentre Love lascia l'arma con le impronte di Gil nel bosco affinché venga rinvenuta durante le ricerche.
- Guest star: Ben Mehl (Dante Ferguson), Mackenzie Astin (Gil Brigham), Shannon Chan-Kent (Kiki), Jack Fisher (Joe bambino), Romy Rosemont (detective Ruthie Falco), Georgia Leva (detective Acacia Kim), Kim Shaw (infermiera Fiona), Terryn Westbrook (Margaret Brigham), Noah Bentley (bullo) e Scott Speedman (Matthew Engler).

## Nel bosco
- Titolo originale: Into the Woods
- Diretto da: Silver Tree
- Scritto da: Mairin Reed e Amanda Johnson-Zetterström

### Trama
Joe scopre che Love ha un interesse nei confronti di Theo, il figlio di Matthew, e decide di affrontarla. Lei confessa che c'è stato solo un bacio tra loro e nulla di più. Joe viene convinto da Cary, marito di Sherry (amica di Love), a passare una giornata nel bosco insieme ad altri uomini affinché ritrovi se stesso. Lui è convinto che non bisogna fermare i propri istinti ed è necessario sfogarsi. Nel bosco Joe incontra altri amici di Cary che gli sono devoti in quanto, tramite questa esperienza, sono riusciti a salvare il proprio matrimonio. Love passa sempre più tempo con Theo e finiscono per fare l'amore. La giornata nel bosco aiuta tantissimo Joe che riesce ad integrarsi con il resto del gruppo e capisce di essere accettato da loro per come è realmente. Love decide di chiudere con Theo dopo essersi persa i primi passi di Henry. Joe inizia ad essere ossessionato dalla sua responsabile in biblioteca, Marienne.
- Guest star: Ben Mehl (Dante Ferguson), Christopher O'Shea (Andrew), Bryan Safi (Jackson), Christopher Sean (Brandon), Jack Fisher (Joe bambino), Kim Shaw (infermiera Fiona), Mauricio Lara (Paulie), Noah Bentley (bullo) e Ayelet Zurer (dottoressa Chandra).

## W.O.M.B.
- Titolo originale: W.O.M.B.
- Diretto da: Silver Tree
- Scritto da: Kelli Breslin e Kara Lee Corthron

### Trama
Matthew assume un investigatore privato per far luce sul caso di sua moglie. Sia Joe che Love quando fanno l'amore pensano rispettivamente a Marienne e Theo. Love inizia a mandare messaggi a suo fratello morto Forty. Crede di aspettare un bambino da Theo e non sa cosa fare. Si sente in colpa per Joe ma allo stesso tempo non è felice. Joe nel mentre conosce sempre più a fondo Marienne e tra i due scoppia un bacio appassionato. Theo informa Love che il padre sta peggio di quanto credeva in quanto ha scoperto di aver assunto un investigatore privato per indagare su tutti gli abitanti di Madre Linda.
- Special guest star: James Scully (Forty Quinn).
- Guest star: Marcia Cross (Jean Peck), Ben Mehl (Dante Ferguson), Jack Fisher (Joe bambino), Scott Michael Foster (Ryan Goodwin), Kim Shaw (infermiera Fiona), Ginifer King (scrittrice) e Scott Speedman (Matthew Engler).

## Qui siamo tutti matti
- Titolo originale: We're All Mad Here
- Diretto da: Pete Chatmon
- Scritto da: Justin W. Lo e Amanda Johnson-Zetterström

### Trama
Love chiede a Joe se è disposto ad accettare che lei leghi sempre più con Theo al fine di scoprire cosa il padre ha su di loro. Joe acconsente perché questo distrarrebbe Love e gli permetterebbe di passare più tempo con Marienne. Ryan, ex marito di Marienne, ha l'affido esclusivo della figlia perché, essendo ricco, è riuscito a raggirare il sistema giudiziario. Joe si introduce in casa sua e inserisce delle piccole dosi di droga nei suoi integratori così da creargli dipendenza. Il piano non funziona perché gli integratori che prende Ryan sono già pieni di droga e la soglia di tolleranza è molto alta. Alla festa della biblioteca per donazione fondi, Love conosce Marienne. Matthew inizia a monitorare gli spostamenti di Joe e Love.
- Guest star: Ben Mehl (Dante Ferguson), Scott Michael Foster (Ryan Goodwin), Monica Day (Leez) e Scott Speedman (Matthew Engler).

## Scambi mancati
- Titolo originale: Swing and a Miss
- Diretto da: Pete Chatmon
- Scritto da: AB Chao e Dylan Cohen

### Trama
Per rianimare il rapporto di coppia, Love chiede a Joe se fosse intenzionato a fare sesso insieme a Sherry e Cary. Joe, se pur inizialmente riluttante, acconsente alla richiesta della moglie. Theo affronta il padre, il quale è convinto che dietro alla morte della moglie ci siano Love e Joe. Sta cercando disperatamente le prove. Durante la serata di sesso con Sherry e Cary, Love capisce, dagli sguardi di Joe, che lui sta pensando ad un'altra donna. Ne scaturisce una litigata e Love si fa scappare le parole "ho ucciso Natalie". Sherry e Cary affrontano Love e Joe in una rissa, dalla quale escono vincitori quest'ultimi. Gli sconfitti vengono rinchiusi nella stanza di lievitazione.
- Guest star: Ben Mehl (Dante Ferguson), Scott Michael Foster (Ryan Goodwin) e Scott Speedman (Matthew Engler).

## Bandierina rossa
- Titolo originale: Red Flag
- Diretto da: Sasha Alexander
- Scritto da: Michael Foley e Hillary Benefiel

### Trama
Theo informa Love che il padre sta monitorando in particolare Joe accedendo a tutti i filmati di sicurezza. Ha un video nel quale si dimostra che Joe è un violento e promette di recuperarlo per farglielo visionare. Marienne è distrutta perché il giudice, amico di Ryan, ha rigettato il ricorso presentato dalla donna sull'affidamento della figlia. Joe cerca di consolarla e le confessa che da bambino ha ucciso un uomo che stava facendo del male a sua madre. Love, usando il blog di Sherry, diffonde la notizia che Matthew ha hackerato tutte le telecamere di Madre Linda e sta spiando i suoi abitanti. Informa inoltre che sia lei che Cary sono fuggiti in un luogo segreto. Love fornisce a Sherry e Cary una pistola mettendoli di fronte ad una scelta: chi ucciderà l'altro sarà libero altrimenti moriranno entrambi. Joe segue Ryan e lo uccide con l'intenzione di simulare una rapina. Theo osservando i filmati di sicurezza scaricati dal padre scopre un video da cui si deduce che Joe c'entra con l'omicidio di Natalie. Si precipita in pasticceria per parlare con Love e scopre la stanza di lievitazione dove sono rinchiusi Sherry e Cary. Nel cercare la chiave per liberarli arriva Love che colpisce alla testa Theo facendolo precipitare giù dalla scale.
- Guest star: Marcia Cross (Jean Peck), Ben Mehl (Dante Ferguson), Jack Fisher (Joe bambino), Scott Michael Foster (Ryan Goodwin), Kim Shaw (infermiera Fiona), Mauricio Lara (Paulie) e Scott Speedman (Matthew Engler).

## What Is Love?
- Titolo originale: What Is Love?
- Diretto da: Silver Tree
- Scritto da: Sera Gamble e Neil Reynolds

### Trama
Marienne confessa il suo amore per Joe e lui le mente dicendole che insieme a Love hanno deciso di separarsi e porre fine al loro matrimonio. Si promettono di scappare via insieme da Madre Linda. Joe prova a sbarazzarsi del corpo di Theo ma si rende conto che in realtà il ragazzo è ancora vivo. Love scopre che Joe la tradisce con Marienne e lo affronta. Joe le confessa di volere il divorzio e le chiede di mantenere buoni rapporti per crescere serenamente Henry. Love non la prende bene e riesce a paralizzare Joe usando dell'aconito, spalmato sul manico di un coltello che Joe ha impugnato. Love si allontana un attimo da casa e Matthew trova Joe paralizzato al pavimento. Riesce, tramite gli occhi, a fargli capire di non chiamare la polizia ed indicargli che il figlio si trova in ospedale. Love manda un messaggio a Marienne con il telefono di Joe e le chiede di passare a casa sua. Il suo intento è quello di ucciderla. Love confessa a Marienne che è stato Joe a uccidere Ryan perché quando lui è ossessionato da una persona fa di tutto per aiutarla. Quando si accorge che Marienne è insieme a sua figlia, cambia idea e decide di non ucciderla più ma le chiede di scappare via insieme a sua figlia il più lontano possibile da Joe. Poco prima che Love uccida Joe tagliandogli la gola, lui riesce a iniettarle una dose massiccia di aconito, da lui rubato in precedenza alla stessa Love, e che in poco tempo la uccide fermandole il cuore. Joe abbandona Henry fuori dalla porta di casa di Dante, suo collega in biblioteca. Sherry e Cary riescono a trovare una chiave nella stanza, nascosta da Love in un barattolo, e liberarsi. Joe dà fuoco alla casa e inscena il suicidio di Love. Nella confessione lascia per iscritto di aver anche ucciso suo marito Joe quando ha capito che lui non l'amava più. Tempo dopo, Joe è a Parigi in un bar alla ricerca di Marienne.
- Guest star: Ben Mehl (Dante Ferguson), Christopher O'Shea (Andrew), Bryan Safi (Jackson), Christopher Sean (Brandon), Shannon Chan-Kent (Kiki), Jack Fisher (Joe bambino), Magda Apanowicz (Sandy), Mauricio Lara (Paulie) e Scott Speedman (Matthew Engler).